# Alain Ernoult
Pour les articles homonymes, voir Ernoult.
Alain Ernoult, né en 1955, est un reporter-photographe français. Correspondant de guerre pour la presse internationale, il a couvert de nombreux conflits (Afghanistan, Bosnie, Guerre du Golfe, Tchad...). Il collabore avec des revues comme Paris Match, Life, Stern, Time, National Geographic, The New York Times, The Daily Telegraph, The Sunday Times, El Mundo... Il a publié plus 15 000 pages dans la presse mondiale, 400 pages dans Paris Match.

## Biographie

### Voyages
À l’âge de 14 ans, Alain Ernoult quitte le domicile parental et l’école pour motifs familiaux.
Après avoir travaillé comme serveur puis comme tourneur à l’usine Deutsch d’Évreux, il prend des congés sans solde pour partir Mali en auto-stop, cinq cents francs en poche, via l’Espagne, le Maroc, l’Algérie, le Sahara et la Haute-Volta.
Au Mali, découvrant que ses chauffeurs ont pour projet de chasser l'éléphant, Alain Ernoult se fait débarquer en plein désert. Il y erre une semaine, seul, puis se retrouve dans un village animiste au pays des Dogons, où sévit le paludisme. Après deux semaines d'observation et un passage devant le conseil des sages, il est autorisé à séjourner dans le village.
De retour en France, Ernoult décide, dans un but humanitaire, de repartir sur le continent africain chargé de médicaments. Muni d’un appareil Zenit, il retourne chez les Dogons. Son premier reportage photographique lui vaudra une exposition organisée conjointement par le Musée d’Évreux et le Musée de l’Homme.

### Agence
En 1989, il crée l'Agence Ernoult Features pour la revendre en 1995 à The Image Bank France, alors propriété d'Eastman Kodak et rachetée plus tard par Getty Images. En 2008, cette dernière sera condamnée à verser des dommages et intérêts à Alain Ernoult pour avoir commercialisé certaines de ses photos sans son autorisation,.

### Patrouille de France
Alain Ernoult est un des premiers civils autorisé à voler à bord d’un avion de la Patrouille de France. Remarquées par le chef de l’État-major, ses prises de vue lui vaudront le surnom de « No Limit » et alimenteront une quinzaine d’ouvrages sur la Patrouille de France et sur l’aviation.
Il est aussi l'un des premiers photographe à monter à bord d’un Alpha Jet [source insuffisante] et, d'après un numéro de Photo (« Les jeux d'avions tricolores d'un passionné de vitesse », Magazine Photo, no 201,‎ juin 1984, p. 86), le seul civil à avoir volé sur presque tous les types d'avions militaires.

### Loubards de Floride
Ernoult part photographier les Hells Angels dans les bars mal famés de Floride. Au prix de quelques coups violents (il en gardera une cicatrice), il réussit à se faire accepter par cette bande de motards et d’en tirer un reportage exclusif.

### World Press Photo
Ernoult a demandé à Peter Ruhf, numéro un de la discipline, de lancer son boomerang de sorte que, revenant dans sa direction, il décapite une pomme posée sur sa tête. Cette vision revue et corrigée du mythe de Guillaume Tell vaudra à son auteur un premier prix World Press Photo dans la catégorie sport en 1986, et quelque mille parutions à travers le monde.
Convoqué à New York par Life et Time, il se voit accorder la commande d’une longue série de reportages pour ces magazines.

### Première photo officielle de l’Airbus A380
Ernoult reçoit la commande d’une photo inédite pour le lancement officiel du projet de l’Airbus A380,,. Il dispose de 48 heures pour concevoir et réaliser son cliché. L'avion n’existe encore que sur papier. Ernoult tente de faire tracer au sol la silhouette grandeur nature du futur appareil à l’emplacement de la future l’usine de Toulouse qui le produirait et d’y faire poser tous les acteurs européens du projet, vêtus de blanc et les bras tendus à l’horizontale pour simuler l’avion. Bilan : 16 bus affrétés, 700 volontaires contactés en quelques heures, 700 casquettes et T-shirts fournis et… une photo que plus de 200 magazines publieront, de Paris Match à l’Herald Tribune en passant par le New York Times, le Corriere della Serra, Stern…

### Un homme engagé
Passionné depuis toujours par la photographie animalière, Alain Ernoult, en 2017, a pris un tournant décisif dans sa carrière
en choisissant de consacrer son art à la préservation des espaces et des espèces menacées de disparition. Ses créations sont autant de cris d’alerte et d’appels à la prise de conscience sur la nécessité de respecter les équilibres naturels et de s’émouvoir toujours davantage devant la beauté du monde.
Depuis 2018, il travaille sur une création artistique originale liée à la biodiversité pour sensibiliser un large public sur, selon lui, la fragilité et la richesse de la planète et de la faune en particulier, passionné de la vie sauvage,,,,,.
Par la vente de tirages d’art ,
réalisés à travers le monde, Alain Ernoult apporte son soutien à des associations caritatives et de protection de l’environnement[réf. nécessaire] :
- Fondation Antoine de Saint Exupéry (Valeurs humanistes universelles)
- La Grande Tablée (Nourrir les familles dans le besoin)
- La Chaîne de l'espoir (Opérer les enfants de mal formation cardiaque à travers le monde)
- Le ciel Foundation (écologie mondiale)
- Médecin du rire (Aide les enfants dans les hôpitaux à trouver ressources pour vaincre la maladie)
- Tous à l’école (Rendre l’école accessible à tous)

## Œuvres

### Ouvrages
- Sosies de la terre, Édition Gourcuff Gradenigo, 2021  (ISBN 2353403409)
- La Sixième Extinction, Édition EPA, 2020  (ISBN 9782376711780)[19]
- Alain Ernoult, Fou d'ailes, édition de la Martinière, octobre 2016, 311 p. (ISBN 978-2-7324-7698-8)[20],[21]
- îles de rêve, paradis du monde, éd. Du May, Boulogne-Billancourt 2011  (ISBN 9782841021437)
- Amérique nature : de Yellowstone aux Everglades, éd. Du May, Boulogne-Billancourt 2009  (ISBN 9782841021246)
- Ailes en voltige, préfacé par Théodore Schneider, PDG de Breitling, éd. ETAI, Boulogne-Billancourt 2008  (ISBN 9782726887592)
- Hélicoptères : civils et militaires, éd. ETAI, Boulogne-Billancourt 2004  (ISBN 9782726893890)
- Ailes de feu, préfacé par Nicolas Sarkozy, ministre de l’Intérieur, éd. ETAI, Boulogne-Billancourt 2003  (ISBN 9782726886588)
- Ailes d’acier, préfacé par Michèle Alliot Marie, ministre de la Défense, éd. Du May, Boulogne-Billancourt 2003  (ISBN 9782841020836)
- Concorde : la légende volante, préfacé par Gilles de Robien, ministre des Transports, éd. Du May, Boulogne 2002  (ISBN 9782841020799)
- Patrouille de France, préfacé par Jacques Chirac, président de la République, éd. Robert Laffont, Paris 2002  (ISBN 9782221095997)
- Pionniers du ciel, Musée de l’air et de l’espace, Le Bourget, éd. Atlas 1992
- Pilotes de Rafale, éd. Atlas, Paris 1992  (ISBN 9782731212808)
- Avions passions, éd. Atlas, Paris 1989  (ISBN 2731207892)
- Hélicoptères, éd. E.P.A, Paris 1989  (ISBN 9782851203328)
- La Patrouille de France, éd. Atlas, Paris 1988  (ISBN 9782221095997)
- L’armée de l’air aujourd’hui, éd. Atlas, Paris 1987  (ISBN 9782723433693)
- Porte-avions : 30 000 tonnes sur les mers, éd. Atlas, Paris 1987  (ISBN 2731205644)
- Voltige aérienne, éd. Atlas, Paris 1984  (ISBN 2731202947)

### Expositions
- 2023-2024 au MW Museu de l'Electricitat d'Andorra[22]
- 2023 au musée Pierresvives à Montpellier avec le département de Herault [23], [24],[25],[26],[27],[28].
- 2023 au Festiphoto de Rambouillet[29].
- 2022 au Festival Visa pour l’Image de Perpignan[30],[31],[32],[33]
- 2022 au Parc de la vilette à Paris
- 2021 à Photo Aubrac [34]
- 2020 au Photocenter de Moscou, Russie
- 2019 au One Hudson Square à New York, États-Unis
- 2019 au Ministère de la transition écologique, Paris [35]
- 2019 au We Love Green festival à Paris
- 2022, GLOBAL EMERCENCY - COP 15, Canada dans le pavillon France pour le Gouvernement français
- 2021, Sosies de la terre - au congrès mondial de la nature UICN, Marseille[36]pour le Gouvernement français
- 2021, Sosies de la terre -  à aéroport de Marseille, Congrés mondial de la nature (vu par 5 millions de personnes)[37]
- 2018, Museum of Natural History Smithsonian Institution, Washington, États-Unis
- 2017, Winsdom and Nature – The United Nations – New York, États-Unis
- 2016, Gyeonggi Provincial Museum – Séoul, Corée du Sud
- 2015, Salon du Bourget, Paris (avec citations d’Antoine de Saint-Exupéry)[38]
- 2012-2014, Nikon France, Paris
- 2013, Fou d’ailes, aéroport de Marseille, capitale culturelle européenne (vu par 7 millions de personnes)
- 2008, Fous d’ailes, Champs-Élysées, Paris[39]
- 2005, Salon de l’art, Shanghai (Chine)
- 2004, Salon de Singapour (invité d’honneur)
- 2003, Salon du Bourget, Paris (exposition officielle)
- 2001, Salon du Bourget, Paris (exposition Breitling)
- 1998, Neuchâtel (Suisse)
- 1993, Visa de l’image, Perpignan
- 1993, Musée de l’air et de l’espace, Paris
- 1997, Salon du Bourget, Paris
- 1989, Visa de l’image, Perpignan
- 1989, Salon de la photo, Paris
- 1989, Méribel
- 1987, Salon du Bourget, Paris

## Récompenses
- 2023, Winner World Nature photography Awards USA
- 2022, Wildlife Photographer of the Year (5x Finalist)
- 2022, Black & White Spider Awards (Mention Honorable) USA
- 2021, Black & White Spider Awards (2 x Mention Honorable) USA
- 2021, Tokyo International Foto Awards (Mention Honorable) Japon
- 2020, 2e prix de la photographie Paris (Catégorie Nature) France
- 2020, 1er prix Moscow International Foto Awards (Catégorie Animalier) Russie
- 2020, Black & White Spider Awards (4 x Mention Honorable) États-Unis
- 2020, The International Photo Awards (2 x Mention Honorable)
- 2020, Fine Art Photography Awards (FAPA) (6 x Nommé) Angleterre
- 2019, 2e prix The Nature Photographer of the Year, Pays-Bas
- 2019, 3e Black & White Spider Awards, États-Unis
- 2019, Black & White Spider Awards (Distinction honorable), États-Unis
- 2019, Black & White Spider Awards (Mention Honorable), États-Unis
- 2019, Siena International Photography Awards (Remarkable Award), Italie
- 2019, International Photographer of The Year (Honorable Mention), États-Unis
- 2019, Fine Art Photography Awards (FAPA) (Nommé) Angleterre
- 2019, Smithsonian Institution - 14th Photo Contes, États-Unis (Finaliste)
- 2019, Fine Art Photography Awards (FAPA) (Nommé) Angleterre
- 2018, 1re photo de l’année, catégorie photo animalière
- 2018, Highly Honored Nature’s Best Photography - États-Unis
- 2016, 2e prix Concours ministère de la défense
- 2015, 1re photo de l’année, catégorie environnement
- 2014, 2e prix Art & Photography, États-Unis
- 2013, 3e photo de l’année, catégorie nature et environnement
- 2013, 2e photo de l’année, catégorie photo animalière
- 2012, 1re photo de l’année, catégorie photo animalière
- 2012, 2e prix Art & Photography, États-Unis
- 2011, 2e et 3e prix Art & Photography, États-Unis
- 2010, 1er prix Art & Photography, États-Unis
- 2008, 1er prix Art & Photography, États-Unis
- 2004, 2e prix concours aviation Week, États-Unis
- 2004, trophée des Normands qui bougent
- 2004, en sélection « La Nuit des yeux d’or »
- 2002, en sélection « La Nuit des yeux d’or »
- 1997, 1er prix Sup de Pub avec l’agence Young & Rubicam
- 1996, 1er prix Business Advertising Awards avec Dassault
- 1996, meilleur livre technique, aéroclub de France
- 1994, 1er prix Annonce presse avec Breitling
- 1994, lion de bronze à Cannes avec Breiling
- 1986, 1er prix WorldPress (1er prix mondial de la photo de sport)
- 1984, Hélice d’Or de Méribel
- 1984, 2e prix international (Jeux olympiques)
- 1984, 3e prix mondial Nikon

## Distinctions
- Alain Ernoult est nommé au grade de chevalier dans l’ordre national du Mérite en 2004 puis fait chevalier de l'ordre, puis promu au grade d'officier dans l'ordre.